# لاري مور (لاعب كرة قدم أمريكية)
لاري مور (بالإنجليزية: Larry Moore)‏ هو لاعب كرة قدم أمريكية أمريكي، ولد في 1 يونيو 1975 في سان دييغو في الولايات المتحدة.

## وصلات خارجية
- لاري مور على موقع مرجع كرة القدم المحترفة.كوم (الإنجليزية)